# Sistema Federal de Viação
O Sistema Federal de Viação (SFV) é um sistema sob jurisdição da União brasileira que abrange a malha arterial básica do Sistema Nacional de Viação, sendo formado por eixos e terminais relevantes do ponto de vista da demanda de transporte, da integração nacional e das conexões internacionais.
O SFV compreende os elementos físicos da infraestrutura viária existente e planejada, definidos pela legislação vigente.
Os objetivos essenciais do Sistema Nacional de Viação são: 
1. dotar o País de infraestrutura viária adequada;
2. garantir a operação racional e segura dos transportes de pessoas e bens;
3. promover o desenvolvimento social e econômico e a integração nacional.

A infraestrutura viária adequada é aquela que torna mínimo o custo total do transporte, composto pela soma dos custos de investimentos, de manutenção e de operação dos sistemas.
A operação racional e segura a que se caracteriza pela gerência eficiente das vias, dos terminais, dos equipamentos e dos veículos, objetivando tornar mínimos os custos operacionais e, consequentemente, os fretes e as tarifas, e garantir a segurança e a confiabilidade do transporte.